# Rodney Ackland
Rodney Ackland (Geburtsname: Norman Ackland Bernstein; * 18. Mai 1908 in London; † 6. Dezember 1991 in London Borough of Richmond upon Thames, Surrey) war ein britischer Drehbuchautor, Bühnenautor, Schauspieler und Filmregisseur, der einmal für einen Oscar nominiert war. 

## Leben

### Schauspieler, Drehbuchautor und Filmregisseur
Ackland absolvierte nach dem Schulbesuch eine Schauspielausbildung an der Central School of Speech Training and Dramatic Art in London und gab sein Bühnendebüt 1924 am Gate-Theater in Dublin. Er war danach mehrere Jahre als Schauspieler an Theatern tätig, ehe er in dem 1931 von Alfred Hitchcock inszenierten Spielfilm Bis aufs Messer (The Skin Game) sein Debüt als Filmschauspieler gab und an der Seite von Edmund Gwenn, Jill Esmond und Helen Haye eine Nebenrolle hatte.
Gleichzeitig begann er auch seine Arbeit als Autor für die britische Filmwirtschaft mit dem Drehbuch für den 1931 von Alexander Esway mit Jacqueline Logan, Bernard Nedell und Gordon Harker gedrehten Kriminalfilm Shadows. In den folgenden Jahrzehnten verfasste er bis 1969 die Drehbücher zu knapp vierzig Filmen wie zum Beispiel Nummer siebzehn (Number Seventeen, 1932) von Alfred Hitchcock mit Leon M. Lion, Anne Grey und John Stuart oder A Letter from Home (1942) von Carol Reed mit Joyce Grenfell, Kathleen Harrison und Celia Johnson.
Bei der Oscarverleihung 1943 war Ackland zusammen mit Emeric Pressburger für den Oscar für das beste adaptierte Drehbuch nominiert, und zwar für den Kriegsfilm 49th Parallel (1942) von Michael Powell mit Leslie Howard, Laurence Olivier und Richard George in den Hauptrollen. Der Film handelt von einer U-Boot-Besatzung im Zweiten Weltkrieg, die vor Nordkanada gestrandet ist und sich selbst auf den Weg über die Grenze in die noch neutrale USA macht, um einer Gefangennahme zu entgehen.
Als Regieassistent und Regisseur arbeitete er nur an zwei Kurzfilmen mit. Darüber hinaus entstand unter seiner Regie 1943 nach seinem Drama der Film Thursday’s Child, in der Sally Ann Howes an der Seite von Wilfrid Lawson und Kathleen O’Regan ihre erste Hauptrolle spielte.

### Bühnenwerke, Adaptionen und Inszenierungen
Neben seiner Tätigkeit als Drehbuchautor und Theaterschauspieler verfasste Ackland auch selbst etliche Bühnenwerke, die zum Teil auch verfilmt wurden. Nach seinem ersten Stück Strange Orchestra (1931), das 1952 von der BBC für deren Reihe Night Theatre verfilmt wurde, wurde 1936 sein Stück After October am Londoner Aldwych Theatre von A. R. Whatmore mit Mary Clare, Griffith Jones, John Moody, Diana Beaumont und Iris Baker aufgeführt. 1942 wurde eine von ihm adaptierte Version des Musicals Das Dreimäderlhaus mit Liedern von Franz Schubert am Londoner Lyric Theatre mit Richard Tauber inszeniert. Im gleichen Jahr produzierte er das Musical The Belle of New York von Gustave Adolph Kerker am London Coliseum mit Evelyn Laye, Billy Tasker, Billy Danvers und Enid Stamp Taylor.
Im Oktober 1936 folgte eine von Harold Clayton inszenierte Aufführung seines Stücks Plot Twenty-One am Embassy Pepertory Theatre in London, in dem Molly Rankin, Avice Landone, Clare Greet, John Ruddock, Margaret Scudamore und Jack Livesey spielten. Weitere eigene Stücke waren The Dark River (1943), The Pink Room (1952) und A Dead Secret (1957).
Eine von ihm verfasste Adaption des Romans Schuld und Sühne von Fjodor Michailowitsch Dostojewski wurde 1946 von Anthony Quayle mit John Gielgud, Edith Evans, Audrey Fildes, Jessie Evans, Sebastian Cabot, Ferdy Mayne, Rosalind Atkinson, Peter Jones und Peter Ustinov sowie 1947 von Theodore Komisarjevsky mit Gielgud, Lillian Gish, Wladimir Sokoloff, Alice John, Sanford Meisner, E.A. Krumschmidt und Dolly Haas an verschiedenen britischen Theatern inszeniert. 
1950 adaptierte er auch das Stück The Old Ladies von Hugh Walpole für eine Inszenierung von Frith Banbury am Londoner Lyric Theatre mit Mary Jerrold, Mary Clare und Jean Cadell in den Hauptrollen. Diese Adaption wurde 1964 auch von Wilm ten Haaf für den Fernsehfilm Bis ans Ende mit Hilde Körber, Lil Dagover und Hilde Hildebrand übernommen.

## Filmografie (Auswahl)
- 1931: Bis aufs Messer (The Skin Game)
- 1932: Nummer siebzehn (Number Seventeen)
- 1938: Bank Holiday
- 1941: A Letter from Home
- 1942: 49th Parallel
- 1942: Der Hutmacher und sein Schloß (Hatter’s Castle)
- 1946: Das dämonische Ich (Wanted for Murder)
- 1947: Hafen der Versuchung (Temptation Harbour)
- 1948: Der Spieler (The Great Sinner)
- 1948: Pique Dame (The Queen of Spades)
- 1964: Bis ans Ende